# 南淵良臣
南淵 良臣（みなぶち の よしおみ）は、平安時代前期の貴族。大納言・南淵年名の子。官位は従五位下・阿波介。

## 経歴
貞観19年（877年）父・年名が臨終にあたって上表して致仕した際、既に起居が困難となっていた年名の代わりに、良臣が参内して上表を行っている（この時の官位は従五位下・内蔵助）。その後、陽成朝では引き続き内蔵助を務める。
元慶8年（884年）光孝天皇の即位後まもなく阿波介として地方官に転じる。その後、母親が没したことから喪のために一旦官職を辞任するが、仁和3年（887年）2月に阿波介に再任されている。
その後、零落して博打打ちとなったらしく、南助（南淵氏の内蔵助）の渾名で呼ばれながら、道端で半裸で賭博に興じていた姿が、延喜元年（901年）作の菅原道真の漢詩の中で零落した名家の子女の事例として詠まれている。

## 官歴
『日本三代実録』による。
- 時期不詳：従五位下
- 貞観19年（877年） 4月8日：見内蔵助
- 元慶8年（884年） 3月9日：阿波介
- 仁和3年（887年） 2月17日：阿波介（復本官）